# 216e escadron de transmissions parachutiste (armée britannique)

insigne d'épaule

Le 216e escadron de transmissions parachutiste (216 (Parachute) Signal Squadron) est un escadron du Royal Corps of Signals de l'armée britannique qui est chargé d'installer, d'entretenir et d'exploiter tous les types d'équipements de télécommunications et de systèmes d'information en appui de la 16e Brigade d'assaut par air,. Le 216e escadron de transmissions (parachutistes) fournit les ordres des transmissions tactiques et opérationnels de la brigade et de son état-major.

## Histoire
L'histoire de l'escadron remonte à la 2e Compagnie indépendante de transmissions du Groupe de brigade de parachutistes formée en mai 1947 à partir de deux divisions aéroportées de la Seconde Guerre mondiale : la 1re Division aéroportée dissoute en 1945 et la 6e Division aéroportée dissoute en 1948,,. En juin 1948, la compagnie a été renommée 16e Escadron de transmissions du Groupe de brigade parachutistes indépendant, le numéro 16 représentant les «1» et «6» des deux divisions aéroportées en temps de guerre. 
Le 216e Escadron de transmissions (Groupe de brigade de parachutistes) a été formé le 1er septembre 1959 à partir du 16e Escadron de transmissions du Groupe de brigade de parachutistes indépendant,,,. L'escadron avait été redésigné conformément à une nouvelle politique du Royal Signals qui exigeait qu'il soit désigné par un nombre à trois chiffres, le «2» indiquant son statut indépendant. Des éléments de l'escadron, furent déployés en opérations à Bahreïn, Aden, Chypre et Bornéo. En juillet 1965, l'escadron a été renommé 216e Escadron de transmissions parachutiste à la suite de la 16e brigade de parachutistes qui avait retiré le mot «groupe» de son titre en janvier 1965. Après cette époque, des éléments de l'escadron furent déployés tour à tour à Bahreïn, Aden, Bornéo et en Guyane britannique. En 1971, l'escadron a effectué une période de service de quatre mois en Irlande du Nord. 
En mars 1976, l'escadron a commencé à mettre en œuvre le plan de restructuration de l'armée de 1975 pour devenir une force mobile du Royaume-Uni (UKMF), perdant ainsi son rôle aéroporté,. En avril 1977, la 16e Brigade de parachutistes et le 216e Escadron de transmissions de parachutistes fusionnent pour former le 6e Quartier général et Escadron de transmissions,. En avril 1978, l'escadron a assumé le rôle de l'UKMF. 
En 1981, l'escadron a été renommé Escadron de transmissions du quartier général de la 1re Brigade d'infanterie(216),. En 1982, un élément de l'escadron faisait partie de la force opérationnelle déployée dans l'Atlantique Sud pour la guerre des Malouines. En novembre 1983, l'escadron de transmissions du quartier général de la 5e brigade aéroportée (205) est créé et, en décembre 1983, cet escadron est considéré comme aéroporté. L'escadron de commandement et de transmissions de la 1re Brigade d'infanterie (216) fut renommé 215e Escadron des transmissions,. En octobre 1991, le 215e Escadron des transmissions est renommé 216e Escadron de transmissions parachutiste. 

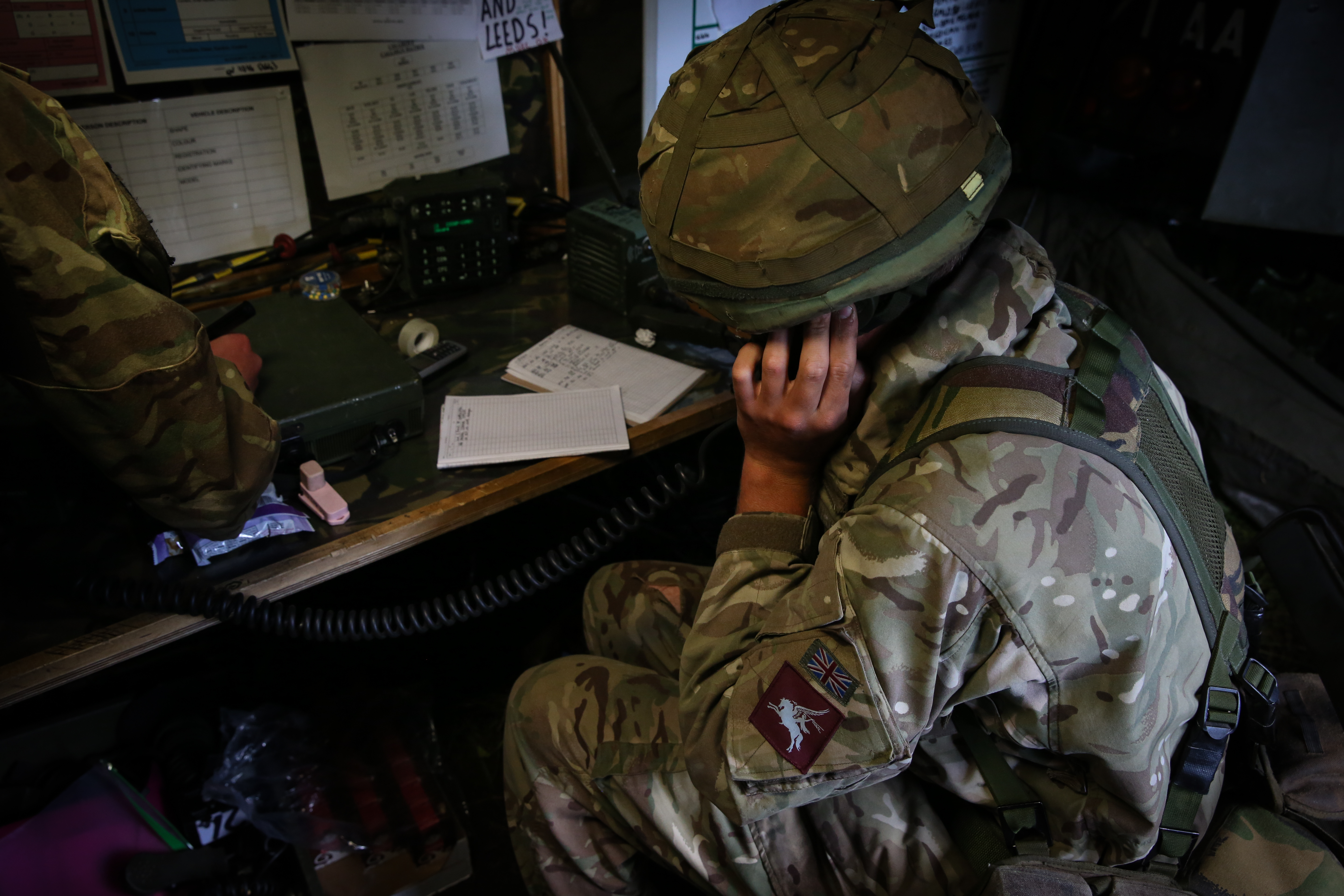
Opérateur

En juin 1999, dans le cadre de la 5e Brigade aéroportée, l'escadron a été parmi les premières troupes de l'OTAN au Kosovo pendant la guerre du Kosovo. Le 1er septembre 1999, des éléments du 216e Escadron de transmissions et du 24e Escadron de commandement et de transmission (210) de la 24e Brigade d'infanterie ont fusionné simultanément à Colchester et à Pristina, au Kosovo pour devenir le 216e Escadron de transmissions dans le cadre de la 16e Brigade d'assaut par air,,. En 2006, le 216e Escadron des transmissions a été renommé 216e Escadron des transmissions (parachutistes). 

## Opérations
| Opération                   | Pays         | Année     |
| --------------------------- | ------------ | --------- |
| Opération Palliser          | Sierra Leone | 2000      |
| Opération Essential Harvest | Macedonia    | 2001      |
| Opération Veritas           | Afghanistan  | 2001-2002 |
| Opération Telic             | Iraq         | 2002-2003 |
| Opération Herrick IV        | Afghanistan  | 2006      |
| Opération Herrick VIII      | Afghanistan  | 2008      |
| Opération Herrick XIII      | Afghanistan  | 2010-2011 |

## Voir également
- Unités du Royal Corps of Signals